# Темз-хаус
Темз Хаус (англ. Thames House) — штаб-квартира британской спецслужбы MI5. Расположена в Лондоне в районе Миллбанк, на северном берегу Темзы, недалеко от Ламбетского моста. В настоящее время MI5 делит комплекс из двух зданий с Министерством по делам Северной Ирландии.

## История
Здание было построено в 1929—1930 годах британской компанией «John Mowlem & Co» на месте жилого квартала, сильно повреждённого наводнением 1928 года. До того, как в 1994 году компания «Thames House Estates» продала здание британскому правительству, в нём размещались офисы различных компаний и государственных учреждений.

## MI5
До переезда в Темз-хаус MI5 занимало различные здания в Лондоне. К концу 1980-х было принято решение о переводе службы в единое здание с MI6. Вскоре от создания совместной штаб-квартиры с MI6 правительство вынуждено было отказаться из-за отсутствия здания с нужным количеством площадей, а также из-за соображений безопасности — во избежание одновременной атаки на обе спецслужбы. К тому времени Темз-хаус освободился и правительством было принято решение о переводе туда MI5. Для MI6 было принято решение строить новое здание. Ремонт, а также перестройку Темз-хаус под нужды спецслужбы осуществила строительная компания «Mowlem» по проекту компании «GMW Partnership». Реконструкция зданий продолжалась около 3 лет, стоимость работ составила 265 млн фунтов стерлингов (вместо планировавшихся трат в 85 млн). Превышение сметы более чем в три раза подвергалось значительной критике в британской прессе, всего на здание было потрачено два годовых бюджета MI5, к примеру строительство нового здания для MI6 обошлось более чем на 100 млн фунтов дешевле.